# DA (droguerie)
Pour les articles homonymes, voir DA.
DA (acronyme néerlandais pour : Drogisten Associatie, « association de droguistes ») est une chaîne de drogueries néerlandaise créée en 1942 dans la ville de Rotterdam par cinq drogueries coopérants. Les magasins DA emploient environ 500 personnes. Ses principaux concurrents sont Kruidvat, Etos, Trekpleister, Dio et Dirx.
Les principaux produits de la gamme de DA sont dans le domaine du soin et de la santé. Outre les drogueries régulières, il existe également une branche distincte DA Luxe qui se concentre sur les produits cosmétiques de luxe.

## Histoire
La droguerie DA fut créée en 1942, pendant la Seconde Guerre mondiale, avec comme idée que les pharmaciens et droguistes doivent s'entraider dans les moments difficiles. Son acronyme était à sa fondation « Dienende Actie » (« Action de service »). En 1947, elle est changée en « Drogisten Associatie ». 
En 2007, DA a rencontré des difficultés financières en raison d'une guerre des prix dans le secteur. DA a été acquis la même année par les groupes d'investisseurs privés Wagram et Aletra Capital Partners.